# World Circuit Records
La World Circuit Records è un'etichetta discografica di world music  con sede a Londra in Gran Bretagna, specializzata in particolare con la musica cubana e musica dell'Africa occidentale. distribuita da Elektra Records e Nonesuch.

## Artisti che hanno pubblicato con l'etichetta
- Abdel Gadir Salim
- Afel Bocoum
- Afro-Cuban All Stars
- Ali Farka Touré
- Andy Hamilton
- Bellemou Messaoud
- Bheki Mseleku
- Black Umfolosi
- Buena Vista Social Club
- Celina González
- Cheikh Lô
- Dimi Mint Abba
- Estrellas de Areito
- Fatoumata Diawara
- Guillermo Portabales
- Ibrahim Ferrer
- Jali Musa Jawara
- Joe Arroyo
- Juan de Marcos
- Lisandro Meza
- Los Zafiros
- Manuel Mirabal
- Ñico Saquito
- Orchestra Baobab
- Orlando Cachaíto López
- Oumou Sangaré
- Peregoyo
- Radio Tarifa
- Ry Cooder
- Rubén González
- Sierra Maestra
- Toumani Diabaté